# Encore: Live in Concert
Encore: Live in Concert è un album live degli Argent, pubblicato dalla Epic Records nel 1974. I brani del disco furono registrati dal vivo al Drury Lane di Londra, Inghilterra (24 febbraio 1974), al City Hall di St. Albans, Inghilterra (9 marzo 1974) ed al Swansen (1974).

## Tracce
Brani composti da Rod Argent e Chris White, tranne dove indicato
Lato A
1. The Coming of Kohoutek – 10:38
2. It's Only Money (Part One) – 3:51 (Russ Ballard)
3. It's Only Money (Part Two) – 5:14 (Russ Ballard)

Lato B
1. God Gave Rock 'n' Roll to You – 7:01 (Russ Ballard)
2. Thunder and Lightning – 6:17 (Russ Ballard)
3. Music from the Spheres – 9:13

Lato C
1. I Don't Believe in Miracles – 3:37 (Russ Ballard)
2. Dance of Ages – 9:19
3. Keep on Rolling – 5:30

Lato D
1. Hold Your Head Up – 11:29
2. Time of the Season – 6:42 (Rod Argent)

## Musicisti
- Rod Argent - tastiere, voce, produttore
- Russ Ballard - chitarra, voce
- James Rodford - basso, voce
- Robert Henrit - batteria, percussioni